# کلیسای متدیست میدلبورگ
کلیسای متدیست میدلبورگ (به انگلیسی: Middleburg United Methodist Church) که قبلاً با نام کلیسای اسقفی متدیست در بلک کریک شناخته می‌شد، یک کلیسای تاریخی در میدلبورگ، فلوریدا است. این کلیسا در خیابان ۳۹۲۵ اصلی واقع شده است. در ۹ مارس ۱۹۹۰، در فهرست ملی اماکن تاریخی ایالات متحده آمریکا به ثبت رسید.
بخشی از رویدادهای مهم تاریخی هنوز هم در این کلیسا رخ می‌دهد و هر ساله مردم برای گردهمایی و اجرای مراسم سالانه به این کلیسا می‌آیند.